# Togail Bruidne Da Derga
Togail Bruidne Da Derga ['toɣalʴ 'vruðʴnʴe da 'dʴerga] („Die Zerstörung der Halle Da Dergas“) ist der Titel einer Erzählung aus dem Ulster-Zyklus der Irischen Mythologie. Sie ist im Leabhar Buidhe Lecain („Das Gelbe Buch von Lecan“) und in einem Manuskript von 1300 vollständig, im Lebor na hUidre („Das Buch der dunkelfarbigen Kuh“) und einigen Manuskripten aus jüngerer Zeit teilweise erhalten. Es gab ursprünglich zwei Versionen aus dem 9. Jahrhundert, die im 11. Jahrhundert zusammengefasst wurden. Anmerkungen in diesen späteren Werken ist zu entnehmen, dass bereits im verschollenen Lebor Dromma Snechta („Das Buch von Druim Snechta“) eine Version enthalten gewesen sein muss.

## Inhalt
Conaire Mór ist der Sohn der zauberkräftigen Mes Buachalla, der Gattin des irischen Königs Etarscél. In einer Version ist Etarscél selbst der Vater Conaire Mórs, in einer anderen wurde Mes Buachalla noch vor ihrer Heirat von einem Unbekannten in Vogelgestalt geschwängert. Nach Etarscéls Tod unterzieht sich Conaire Mór der Zeremonie des „Stierschlafens“ (bull-sleep oder tarbfeis). Bei diesem Ritual wird ein Mann mit dem Fleisch und der Brühe eines frischgeschlachteten weißen Stieres gefüttert, bis er gesättigt einschläft. Dann werden von den Druiden Zaubersprüche über ihn gesungen, bis ihm im Traum der neu zu erkürende König erscheint. Auch in einer Nebenhandlung von Serglige Con Chulainn ocus oenét Emire („Cú Chulainns Krankenlager und die einzige Eifersucht Emers“) wird dieser Brauch geschildert.
Zu Beginn von Conaire Mórs Herrschaft blüht das Land und es herrscht Friede und Gerechtigkeit. Als jedoch seine Ziehbrüder beginnen, rücksichtslos plündernd das Land zu verwüsten, verstößt Conaire Mór gegen die fír flathemon („die Gerechtigkeit des Königs“), weil er verabsäumt, sie dafür zu bestrafen. Das führt letztlich zu seinem Untergang, außerdem verstößt er auch noch gegen einige seiner gessi (Tabus). Den Wunsch eines grauenhaft hässlichen Mannes namens Fer Caille mit seiner noch hässlicheren Frau Cichuil ihn zur Festhalle zu begleiten, kann er nicht verhindern und der Hexe Cailb verweigert er dann einen Platz an seinem Feuer. Bei einem Gastbesuch in der Festhalle von Da Derga („der rote Gott“) wird er von den Ziehbrüdern überfallen und trotz heftiger Gegenwehr und der Hilfe durch Conall Cernach ermordet, nur Conall Cernach kann im letzten Moment entkommen.
Diese Festhalle (altirisch bruiden) des Briuga (Großbauer) Da Dergas wird bei Birkhan als kreisrund beschrieben, in ihr haben hunderte von Kriegern und eine große Zahl Bediensteter Platz. Sie steht mitten auf einer Wegkreuzung und hat sieben Tore, aber nur eines ist jeweils verschlossen – ein Zeichen für die Gastfreundschaft des Besitzers.